# Milda (keresztnév)
A Milda germán eredetű női név, jelentése: szelíd, jóakaratú.

## Gyakorisága
Az 1990-es években szórványos név, a 2000-es években nem szerepel a 100 leggyakoribb női név között.

## Névnapok
- július 13.[1]